# Orthoscuticella subventricosa
Orthoscuticella subventricosa är en mossdjursart som först beskrevs av Stach 1937.  Orthoscuticella subventricosa ingår i släktet Orthoscuticella och familjen Catenicellidae. Inga underarter finns listade i Catalogue of Life.